# Un genio in famiglia (serie televisiva)
Un genio in famiglia (Smart Guy) è una sitcom statunitense prodotta da de Passe Entertainment, Danny Kallis Productions e Walt Disney Television. Conta 3 stagioni che sono state girate dal 1997 al 1998.
In Italia la serie è andata in onda dal 2001 su Rai 2.

## Personaggi e interpreti
- T.J. Henderson, interpretato da Tahj Mowry.
È un ragazzino di soli 10 anni che, grazie alla sua capacità intellettuale, va già al liceo.
- Marcus, interpretato da Jason Weaver.
È il fratello più grande di T.J.; gioca nella squadra di Basket e ci sa fare con le ragazze.
- Yvette, interpretata da Essence Atkins.
È la sorella di T.J. che compare in molte puntate della serie, in quanto da molti consigli a T.J. per affrontare il liceo.
- Moe Tibbs, interpretato da Omar Gooding.
È il migliore amico di Marcus.

## Episodi
| Stagione         | Episodi | Prima TV USA | Prima TV Italia |
| ---------------- | ------- | ------------ | --------------- |
| Prima stagione   | 7       | 1997         | 2001            |
| Seconda stagione | 22      | 1997-1998    |                 |
| Terza stagione   | 22      | 1998-1999    |                 |